# チャートウェル
チャートウェル (Chartwell) は、イングランドのケント州ウェスターハム（Westerham）の西2マイルの地点に存在するカントリー・ハウス。建物の起源は14世紀後半1382年に遡る。イギリス首相ウィンストン・チャーチルが壮年期を過ごした家として著明である。
チャーチルとその妻クレメンティン・チャーチルは1922年にこの地所を買収した。彼は建築家のフィリップ・タイデンに改築を依頼し、近代化と拡張をおこなっている。邸宅の周囲には池やバラ園が新たに設けられた。
公職を離れていた1930年代、チャーチルはこの邸宅に入り浸っていた。ナチス・ドイツとの戦争が差し迫るなか、演説や本の草稿を練ったり、絵画を描いたり、この家の庭園で塀を設け池を造ったりして時を過ごした。池の巨大な金魚に餌をやるのが好きだった。第二次世界大戦が勃発すると、ロンドン大空襲（ザ・ブリッツ）に曝されていたとはいえロンドン市内や、週末は公式の首相のカントリー・ハウスだったロンドン西郊バッキンガムシャーのチェカーズ（Chequers）、このチェカーズの警備体制が整うまでは同ロンドン西郊オックスフォードシャーのディッチリー・パーク（Ditchley Park）が居宅に用いられ、ドーバー海峡により近いこのロンドン東南郊外の建物はほぼ使われなかった。戦後の1945年に選挙で敗れた時に用いられた。しかし財政的逼迫で建物は1946年に、チャーチルが終生居住できることを条件に友人の仲立ちでナショナル・トラストに寄贈された。チャーチルの死の翌年1966年から一般に開放された。さらに首相に返り咲いていた1953年に脳卒中で倒れた時に、ここは避難所として用いられた。1964年10月にこの邸宅を離れ、1965年1月24日、ロンドンケンジントン・アンド・チェルシー区サウス・ケンジントンのモンマス・ハウス（Monmouth House, 28 Hyde Park Gate, South Kensington）で亡くなった。
チャーチルが趣味として描いた絵画や彼が授与された勲章などが現在家の中に飾られている。

## 関連
- ブレナム・パレス
- チャーチル博物館　ロンドン